# Birdnest Records
Birdnest är ett svenskt skivbolag inriktat på punkrockmusik. 
Det startades och ägs av Per Granberg som även spelar i punkbandet Charta 77. Bolaget startade som ett DIY-bolag i början av 1980-talet, med syfte att endast ge ut Granbergs egna skivor under namnet Birdskit. Efter ett tag började det även ge ut skivor med band från vad som senare kom att kallas för trallpunk. I samband med att denna musikstil nådde smärre försäljningsframgångar i början av 90-talet så växte också Granbergs skivbolag. Bland framgångarna bör Dia Psalma och De lyckliga kompisarna nämnas. Under samma period blev ett flertal andra mindre skivbolag distribuerade av Birdnest (bland annat Desperate Fight Records från Umeå). 
I mitten av 90-talet producerade skivbolaget westernfilmen The Return of Jesus, Part II där flera kända svenska skådespelare och många av skivbolagets artister medverkade.  
I slutet av 90-talet drabbades bolaget hårt av omstruktureringar hos MNW som det delat distribution med under en period. Birdnest klarade av att reda ut ekonomin igen med hjälp från olika band som ordnade en stödgala för bolaget. Omfånget på bolagets verksamhet har dock minskat betydligt och verksamheten är återigen framför allt Granbergs egna band och kompisars. Som komplement till skivbolaget drivs också Birdnest Mailorder som säljer skivor via webben och ute på spelningar.
På morgonen den 12 september 2022 brann huset där skivbolagets studio var, kallat Ögir. Detta innebar att masterbanden från hela bolagets historia förstördes.

## Musikgrupper som har eller har haft kontrakt med Birdnest Records
- Asta Kask
- Big Fish
- Blanceflor
- Candysuck
- Charta 77
- De Lyckliga Kompisarna
- Dia Psalma
- Dick Lundberg
- Dorlene Love
- Finkel Rokkers
- The Guineapigs
- Hydrogenium
- Johan Johansson
- Mimikry
- Robert Johnson and Punchdrunks
- Skumdum
- Slutstation Tjernobyl
- Sober
- Strebers
- Stukas
- Total Egon
- Troublemakers
- Ubba-T

## Underetiketter/Distribution
- Strange Edge
- Desperate Fight Records
- Ampersand Records
- Kamel